# Rosalie (parishhuvudort)
Rosalie är en parishhuvudort i Dominica.   Den ligger i parishen Saint David, i den södra delen av landet, 15 km nordost om huvudstaden Roseau. Rosalie ligger 75 meter över havet och antalet invånare är 802. Den ligger på ön Dominica.
Terrängen runt Rosalie är huvudsakligen kuperad, men åt sydost är den platt. Havet är nära Rosalie österut.  Närmaste större samhälle är Roseau, 14,9 km sydväst om Rosalie. I omgivningarna runt Rosalie växer i huvudsak städsegrön lövskog.